# 895 Геліо
895 Геліо (895 Helio) — астероїд головного поясу, відкритий 11 липня 1918 року.
Тіссеранів параметр щодо Юпітера — 3,019.